# Altdöbern
Altdöbern est une commune d'Allemagne située dans l'arrondissement de Haute-Forêt-de-Spree-Lusace au sud de l'État du Brandebourg. Elle est connue pour son château d'Altdöbern. Sa population était de 2 835 habitants au 31 décembre 2008.

## Municipalité
Altdöbern comprend le bourg d'Altdöbern avec les localités de Pritzen, Peitzendorf et Chransdorf, ainsi que Ranzow et Reddern. 

## Démographie
| Année | Population |
| ----- | ---------- |
| 1875  | 2 150      |
| 1890  | 2 531      |
| 1910  | 3 035      |
| 1925  | 2 845      |
| 1933  | 2 988      |
| 1939  | 2 886      |
| 1946  | 3 651      |
| 1950  | 3 797      |
| 1964  | 4 694      |
| 1971  | 4 329      |

| Année | Population |
| ----- | ---------- |
| 1981  | 3 751      |
| 1985  | 3 710      |
| 1989  | 3 579      |
| 1990  | 3 548      |
| 1991  | 3 457      |
| 1992  | 3 658      |
| 1993  | 3 771      |
| 1994  | 3 741      |
| 1995  | 3 415      |
| 1996  | 3 418      |

| Année | Population |
| ----- | ---------- |
| 1997  | 3 430      |
| 1998  | 3 403      |
| 1999  | 3 367      |
| 2000  | 3 292      |
| 2001  | 3 175      |
| 2002  | 3 148      |
| 2003  | 3 108      |
| 2004  | 3 029      |
| 2005  | 2 977      |
| 2006  | 2 923      |

| Année | Population |
| ----- | ---------- |
| 2007  | 2 854      |
| 2008  | 2 835      |
| 2009  | 2 770      |
| 2010  | 2 694      |
| 2011  | 2 660      |
| 2012  | 2 605      |
| 2013  | 2 550      |
| 2014  | 2 531      |
| 2015  | 2 527      |

## Architecture
- Château d'Altdöbern
- Église luthérienne-évangélique d'Altdöbern (1918-1921)
- Église catholique Sainte-Marie d'Altdöbern
- Église luthérienne-évangélique de Pritzen
- Église luthérienne-évangélique de Reddern

## Personnalités
- Albin Moller (1541-1618), théologien mort à Altdöbern.
- Christina Lathan, athlète allemande, championne olympique, née à Altdöbern en 1958
- Zohra Opoku, artiste germano-ghanéenne, née à Altdöbern en 1976